# Ängbyvagn

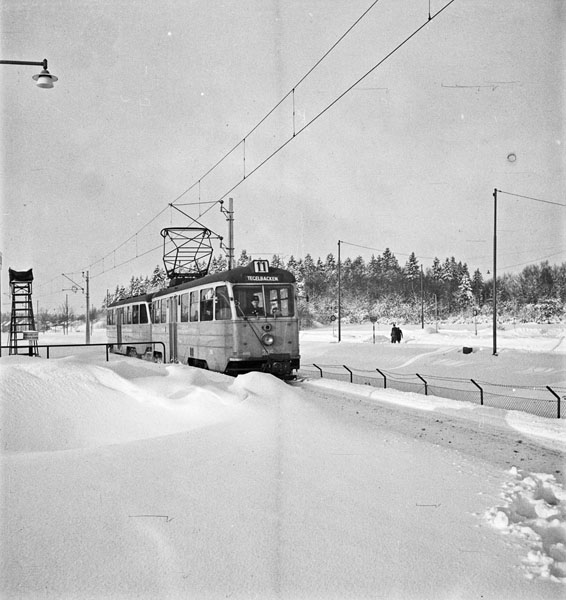
Ängbyvagn vid Åkeshov på Ängbybanan

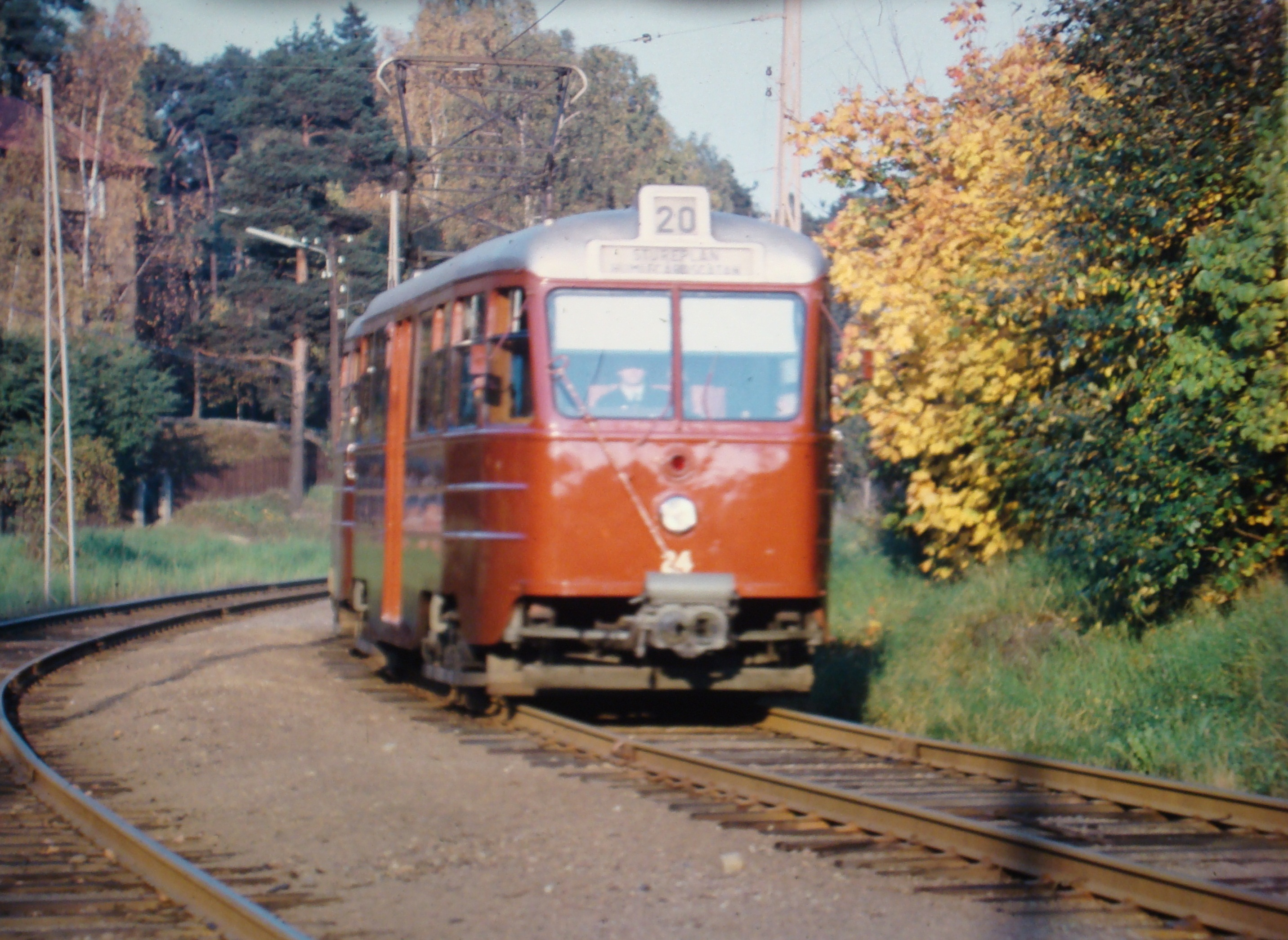
Vagn 24 på Norra Lidingöbanan mellan Dalängen och Källbonäs

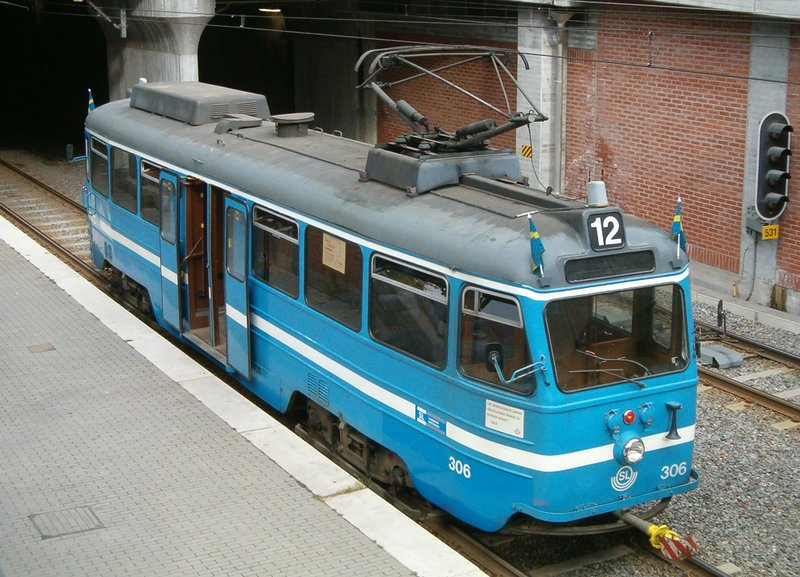
A30 306 i Alvik 2004

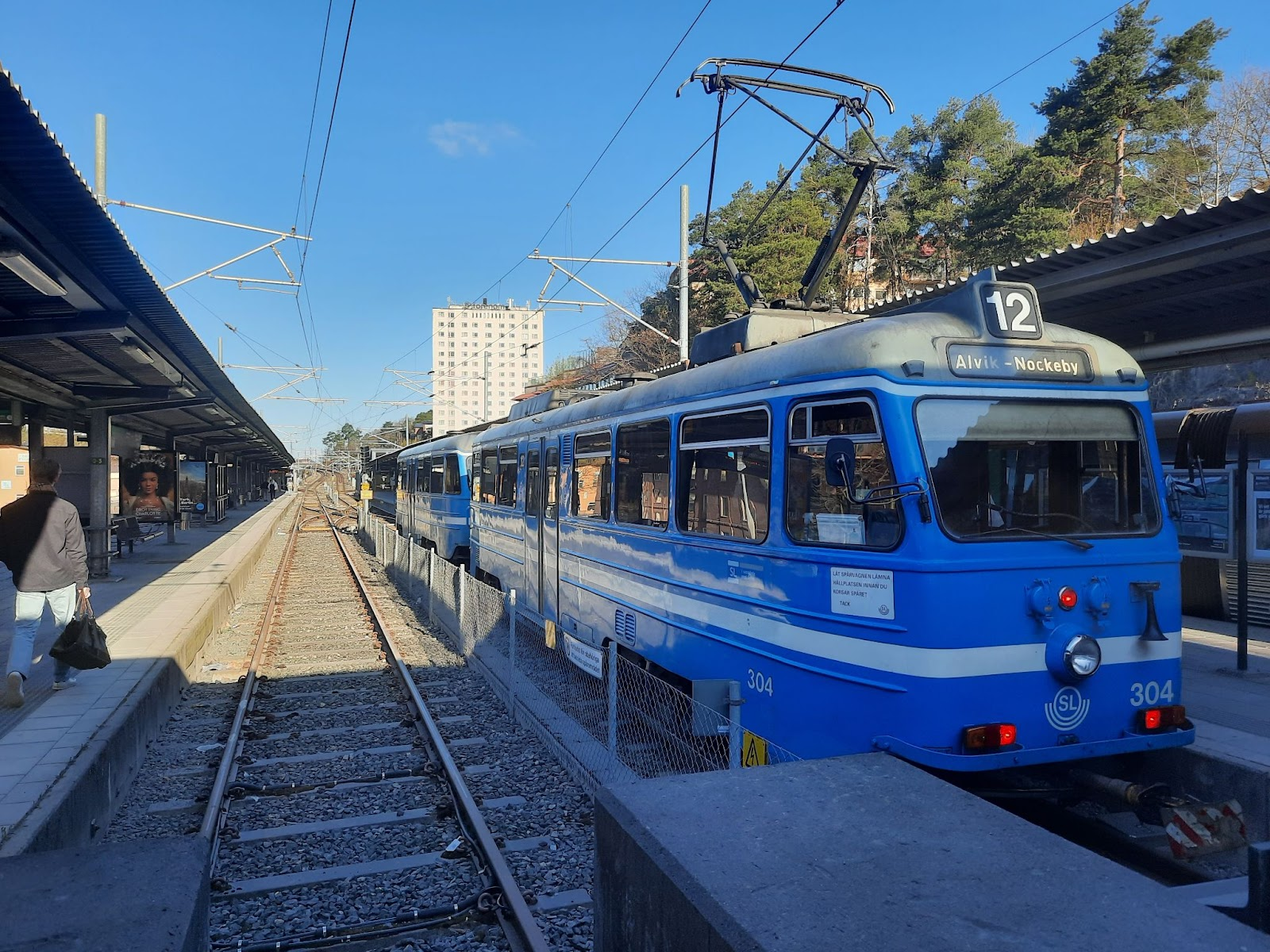
A30 304 och B30 604 vid Alvik i tidigt 2023 under problemen med A35 då dessa vagnar behövdes för att avlasta A32 för Tvärbanan

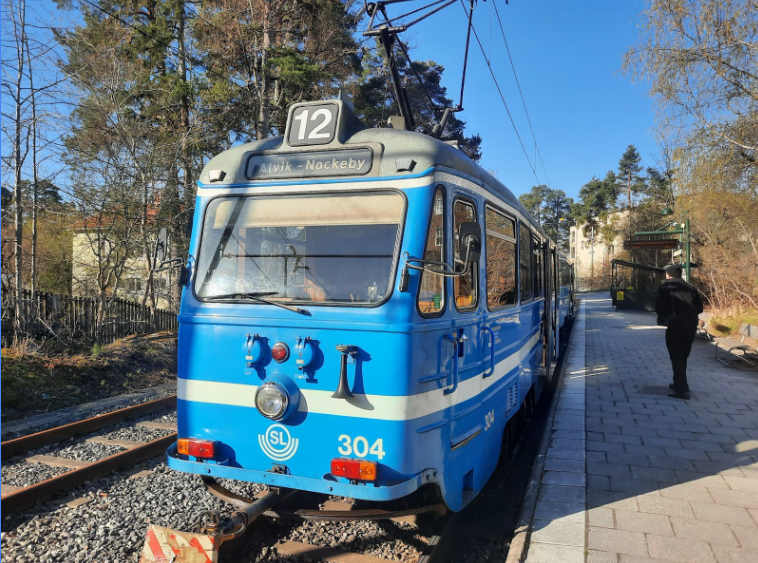
A30 304 vid Nockeby under tidigt 2023

Ängbyvagnar kallas en spårvagnstyp som levererades till Stockholms Spårvägar (SS) och Lidingöbanorna (Norra Lidingöbanan och Södra Lidingöbanan) under åren 1944–1952. Som mest fanns 50 motorvagnar och 32 släpvagnar. (Totalt 93 tillverkade.)

## Utformning och anskaffning
För trafiken på den nya Ängbybanan mellan Tegelbacken och nuvarande Islandstorget behövdes en ny spårvagnstyp. Eftersom planer på tunnelbana redan fanns för denna sträcka, var en förutsättning att vagnarna då skulle kunna flyttas över till andra linjer. Då de flesta resenärerna antogs åka längre sträckor ansåg man att en vagn med få dörrar, många sittplatser och rörlig konduktör skulle passa bäst. För att få tillräckligt med utrymme ville man ha en vagn med en bredd på minst 2,5 meter, men detta gick inte myndigheterna med på. Vagnarna fick en bredd på 2,4 meter och blev därför något trånga.  Då man hade goda erfarenheter av vagnar med mittplattform och en salong på vardera sidan i äldre släpvagnar valde man denna utformning även för de nya vagnarna och motsittning eftersom de skulle utföras som tvåriktningsvagnar. Tidigare hade man använt motorvagnar med ett eller två tillkopplade släp alltefter behov. Nu ville man kunna ha två motorvagnar i samma tåg och de försågs därför med utrustning för att multipelköra den bakre motorvagnen från den främre. Ett normalt tåg skulle bestå av två motorvagnar med en släpvagn emellan. Motorvagnarna hade förarhytt i båda ändarna medan släpvagnen saknade hytt. Bland den utrustning som vagnarna försågs med kan nämnas gummifjädrade hjul (SAB-hjul), automatiska koppel, tryckluftsmanövrerade dörrar, högtalare för hållplatsutrop, hastighetsmätare och eldrivna vindrutetorkare.
56 vagnar beställdes, varav 34 var motorvagnar. Sex av motorvagnarna och sex av släpvagnarna skulle levereras av Hägglund & Söner i Örnsköldsvik, medan resten beställdes från ASEA i samarbete med ASJ. På grund av materialbrist under kriget blev leveranserna försenade och i juli 1944 anlände de första vagnarna. ASEA-vagnarna betecknades A24A 366-393 och B24A 630-639, 646-651, medan Hägglundsvagnarna, A24H och B24H, fick nummer 394-399 och 640-645. 1949 ändrades beteckningarna A24A/B24A till A24/B24 och A24H/B24H till A23/B23.

## Även till Lidingö
De båda Lidingöbanorna (Norra Lidingöbanan och Södra Lidingöbanan) som trafikerades med vagnar från 1910-talet var i behov av ny materiel i slutet av 30-talet. Förslag till utformning av en ny vagntyp fanns, men utförandet påverkades dock av SS planer på en eventuell nedläggning. Det var osäkert om sträckan på SS:s nät till Humlegården skulle vara kvar eller om Ropsten skulle bli ny slutstation. För norra banan fanns det planer på nedläggning och busstrafik som ersättning. Krigsutbrottet 1939 påverkade dock nedläggningsplanerna och man behövde rusta de gamla vagnarna för att de skulle fungera ett tag till. 1942 lämnade dock ASEA offert på nya vagnar i stället för ombyggnad av de gamla. De nya vagnarna skulle vara av samma typ som de vagnar som skulle levereras till Ängbybanan.  
Norra banan (LiB) beställde 1943-46 sju motorvagnar (nr 6 - 12) och fyra släpvagnar med förarhytt, manövervagnar, (nr 24 – 27). Södra banan (SSLidJ) beställde nio motorvagnar (nr 11 - 19) och fem manövervagnar (nr 27 – 31). Leverans skedde 1945-49. Färgsättningen avvek från SS:s blåvita, då man valde en rödbrun nyans kallad ”mörk venetianskt röd”.
Vid en omfattande brand i SSLidJ:s vagnhall i september 1949 totalförstördes fem motorvagnar och sex manövervagnar (varav två från LiB). Nya vagnar beställdes som ersättning för dessa för leverans under 1951-52. Därtill levererades ytterligare en manövervagn till LiB. (SSLidJ 14 - 16, 20 och 21 samt 28, 29, 32 och 33. LiB 34 – 36). Från SS köpte LiB och SSLidJ 1955-63 åtta motorvagnar (fick nummer 42 - 49) och tre manövervagnar (37 - 39).

## Användande
Efter några omkonstruktioner under den första trafiktiden fungerade vagnarna bra. I och med ombyggnationerna för tunnelbanan flyttades Ängbyvagnarna över till Enskedehallen och fick nya trafikuppgifter på linje 8 och 19. 1950 kom de flesta åter till Ängbybanan och gick där till 1952 när både den västra och södra tunnelbanan var klar, och de flyttades till Brännkyrkahallen för trafik på linjerna 14 och 17 till Fruängen. Ett antal började också gå på linje 12 mellan Alvik och Nockeby. Från 1957 fick släpvagnarna förarplats i ena änden liksom på lidingövagnarna. 1964 blev även linjen till Fruängen ombyggd till tunnelbana och vagnbehovet minskade. Hädanefter användes vagntypen endast på linje 12 (Nockebybanan) samt Lidingöbanorna (Norra Lidingöbanan och Södra Lidingöbanan).

## Minskat vagnbehov, ombyggnad, avveckling och återinförande
De första vagnarna som skrotades var de tolv Hägglundsvagnarna, vilka hade sämre gångegenskaper och i övrigt mindre lyckad konstruktion. Detta skedde 1964. Vid nedläggningen av Norra Lidingöbanan 1971 skrotades, efter misslyckade försäljningsförsök, motorvagnarna 43, 44 och 48, samt manövervagnarna 24, 25, 30, 38 och 39. Ytterligare vagnar skrotades efter kollisioner och andra skador. 1980 hade Nockebybanan 13 A24 och 7 B24. Lidingöbanan hade samma år 17 A24 och 8 B24.
I början av 1980-talet beslutade man att bygga om vagnarna radikalt. Detta eftersom de började bli slitna, och trafiken inte skulle läggas ned som man haft som alternativ. Nockebybanan fick ombyggda vagnar först. I stort sett allt i vagnarna byttes ut. Det som behölls, förutom boggier och vagnkorg, var i stort sett endast omformare, kompressormotor samt några kontaktorer och ventiler. Den gamla manöverveven i förarhytten ersattes med en körspak och ett elektroniskt uppkopplingssystem från AEG med en kamvals under vagnen och automatkopplen byttes mot manuella koppel (Albertkoppel) och separata kablar för överföring av signaler och kraft till manövervagnen. Nockebyvagnarna hade haft dörröppning från förarplats sedan 1971. Detta infördes också på Lidingö. När Nockebybanan 1988 fått alla sina 10 A30 och 7 B30, som de ombyggda vagnarna kallades, fick Lidingöbanan fram till 1994 14 A30B och 6 B30B. Motorvagnarna numrerades 301-324 och manövervagnarna 601-613.
I juni 2009 ersattes de sista av Nockebybanans ängbyvagnar med samma vagntyp som trafikerar Tvärbanan, A32. En vagn, nummer 605, hade tidigare flyttats till Lidingöbanan som ersättning för en som skadats i en brand 1998. 
De 20 vagnarna på Lidingöbanan gick i trafik till och med 20 juni 2013, då banan stängdes av för ombyggnad, därefter skrotades de hos Stena Metall i Järfälla. På grund av tillfällig vagnsbrist i SL:s ordinarie fordonspark går sedan 24 april 2023 vagnstypen återigen i reguljär trafik på Nockebybanan.

## Museivagnar
Två Lidingövagnar, A24 16 och B24 34, är bevarade vid museispårvägen i Malmköping. Dessa har den rödbruna färgen från Lidingövarianten. Därtill finns även A24B 17 och 42, samt A24C 373. Dessa var de sista, ej till A30, ombyggda vagnarna på Lidingöbanan. 42 står på Stockholms Spårvägsmuseum. 17 står på Lidingö och 373 är under renovering, vilka båda även har använts på Djurgårdslinjen. Av de till A30/B30-ombyggda vagnarna finns 302 och 604 också i Malmköping. A30 304 är ännu kvar som tjänstefordon på Nockebybanan/Tvärbanan.